# La Vierge à l'Enfant entre les saints Herculan et Constance
La Vierge à l'Enfant entre les saints Herculan et Constance ou La Vierge de la cuisine (en italien : Madonna col Bambino e i Santi Ercolano e Costanzo ou  Madonna della cucina) est  une peinture religieuse du Pérugin, datant de 1515, conservée à la Galerie nationale de l'Ombrie à Pérouse.

## Histoire
Le nom Vierge de la cuisine vient du fait que le tableau fut, par le passé, exposé dans l'ancienne cuisine du palazzo dei Priori de  Pérouse.
Le tableau a fait l'objet d'un nettoyage  au cours du XXe siècle qui a permis de redécouvrir les couleurs originales.
Les critiques d'art, Bombe, Adolfo Venturi, F. Canuti, Domenico Gnoli ainsi que Berenson, estimaient qu'il s'agissait d'une « œuvre d'atelier ». Après le « nettoyage » ils changèrent d'opinion en admettant néanmoins l'intervention dans la réalisation d'autres artistes. 
Santi et Cavalcaselle estimaient l'œuvre comme « faible ». Il s'agit probablement d'une réalisation du Pérugin qui a subi une brusque interruption dans un stade avancé de sa réalisation, unanimement estimée de la période tardive de l'artiste.

## Thème
L'œuvre reprend la représentation récurrente dans la peinture chrétienne de la Vierge à l'Enfant (ou Madone), présentant la Vierge Marie avec l'Enfant Jésus ici en compagnie des saints locaux Herculan et  Constance de Pérouse.

## Description
la Vierge est représentée massive,au centre de la composition, assise sur un banc, le regard absent détourné de l'Enfant absorbé par une silencieuse contemplation et dirigé vers le spectateur, elle tient dans ses bras l'Enfant qui regarde presque à l'opposé sur la gauche. 
Elle porte un chemisier rouge finement brodé ceint par un ruban noué à la taille et par-dessus une cape bleue savamment plissée. 
La Vierge ainsi que les deux saints portent chacun une auréole circulaire, seul l'Enfant porte une auréole elliptique.
Derrière elle, Herculan, le saint de gauche barbu, prie main jointes en regardant vers le ciel, alors que Constance, sur la droite, les mains croisées sur la poitrine, regarde vers la gauche.
L’arrière–plan est constitué de collines rondes vierges de végétation se perdant au loin dans un ciel clair, dans la tradition du maître.

## Analyse
Marie porte ses traditionnelles couleurs rouge et bleu : le rouge représentant la Passion du Christ et le bleu azur, l'Église. 
La scène est inscrite selon un schéma calme et plaisant avec des correspondances rythmiques confortées par les inclinaisons des têtes.
Les visages sont restés intacts et expriment encore la douceur, la délicatesse ainsi que le regard pensif perdu dans le vide qui est une des principales caractéristiques du style du maître.
Le visage de la Vierge est typique de la production mature de l'artiste, plus simple, d'âge mûr avec un  physique plus massif et monumental. L'Enfant est aussi plus charnu.

## Sources
- Voir liens externes